# Талик

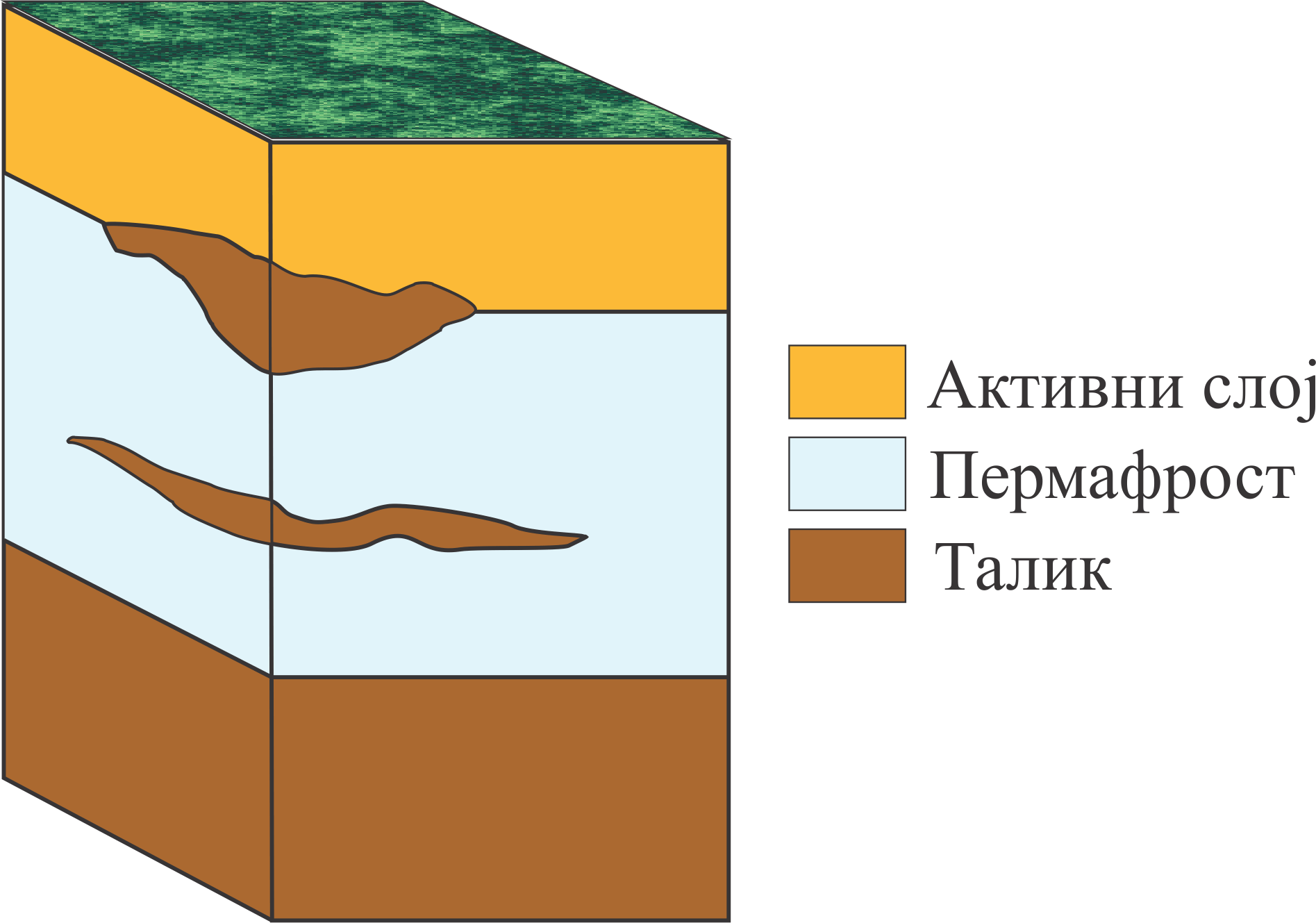

Талик (рос. талик, англ. talik,  англ. tabetisol; нім. Tabetisol m, Auftauboden m) – ділянка ґрунту чи гірської породи, що відтала в області багаторічної мерзлоти. Товща талих і немерзлих порід, поширена з поверхні або нижче за шар сезонного промерзання обмежена багатолітньомерзлими породами по бічних поверхнях і існуюча більше одного року. 
Талик, що пронизує мерзлу товщу наскрізь, наз. наскрізними, а талик, що підстилаються на деякій глибині мерзлими породами, ненаскрізними. Талик, що містять підземні води являють небезпеку при проходженні глибоких гірничих виробок. 